# عبيد الله كريمي
عبيد الله كريمي، من مواليد 21 ديسمبر 1979 في أفغانستان، لاعب كرة قدم أفغاني.
بدأ مسيرته الكروية مع نادي هامبورغ الألماني في موسم 2000/2001، وفي موسم 2001/2002 انتقل إلى نادي واكر بيلسديت الألماني، وفي موسم 2002/2003 انتقل إلى نادي ألتونا، ولعب معهم 14 مباراة وسجل هدف واحد، وفي موسم 2003/2004 انتقل إلى نادي لوروب، ومنذ عام 2004 وهو يلعب مع نادي إينتراخت نورديستيدت الألماني.

## International Goals
| Date       | Venue              | Opponent | Result | Competition                             | Goals |
| ---------- | ------------------ | -------- | ------ | --------------------------------------- | ----- |
| 2007-10-26 | دوشانبي، طاجيكستان | Syria    | 1-2    | تصفيات آسيا لكأس العالم لكرة القدم 2010 | 1     |

منذ عام 2003 وهو يلعب مع منتخب أفغانستان لكرة القدم.

## روابط خارجية
- عبيد الله كريمي على موقع ناشيونال فوتبول تيمز (الإنجليزية)